# Норман Ричардсон
Норман Ричардсон (рођен 24. јула 1979. у Бруклину) је бивши амерички кошаркаш. Играо је на позицији бека.

## Каријера
После импозантне колеџ каријере био је један од кандидата на драфту 2001. Иако није изабран на драфту 2001. године успео је да потпише да екипу Индијане за коју је наступао те сезоне. Ипак већ у следећој се сели у Чикаго али је било извесно да ће срећу потражити у Европи. Поред великог броја тимова за које је наступао остаће забележена и сезона 2003/04. у којој је играо у Црвеној звезди. Иако је пружао доста бледе партије током сезоне, ипак је имао значајан допринос у освајању домаћег купа.